# مرابطون
مُرابِطون، حکومتی اسلامی بودند که میان سال‌های ۱۰۵۶-۱۰۶۰ میلادی بر شمال باختری آفریقا و بخشی از اندلس فرمانروایی کردند.
پایتخت آن‌ها در سال‌های ۱۰۵۶-۱۰۸۶ شهر فاس بود و از سال ۱۰۸۶ میلادی پایتخت ایشان به شهر مراکش منتقل شد.

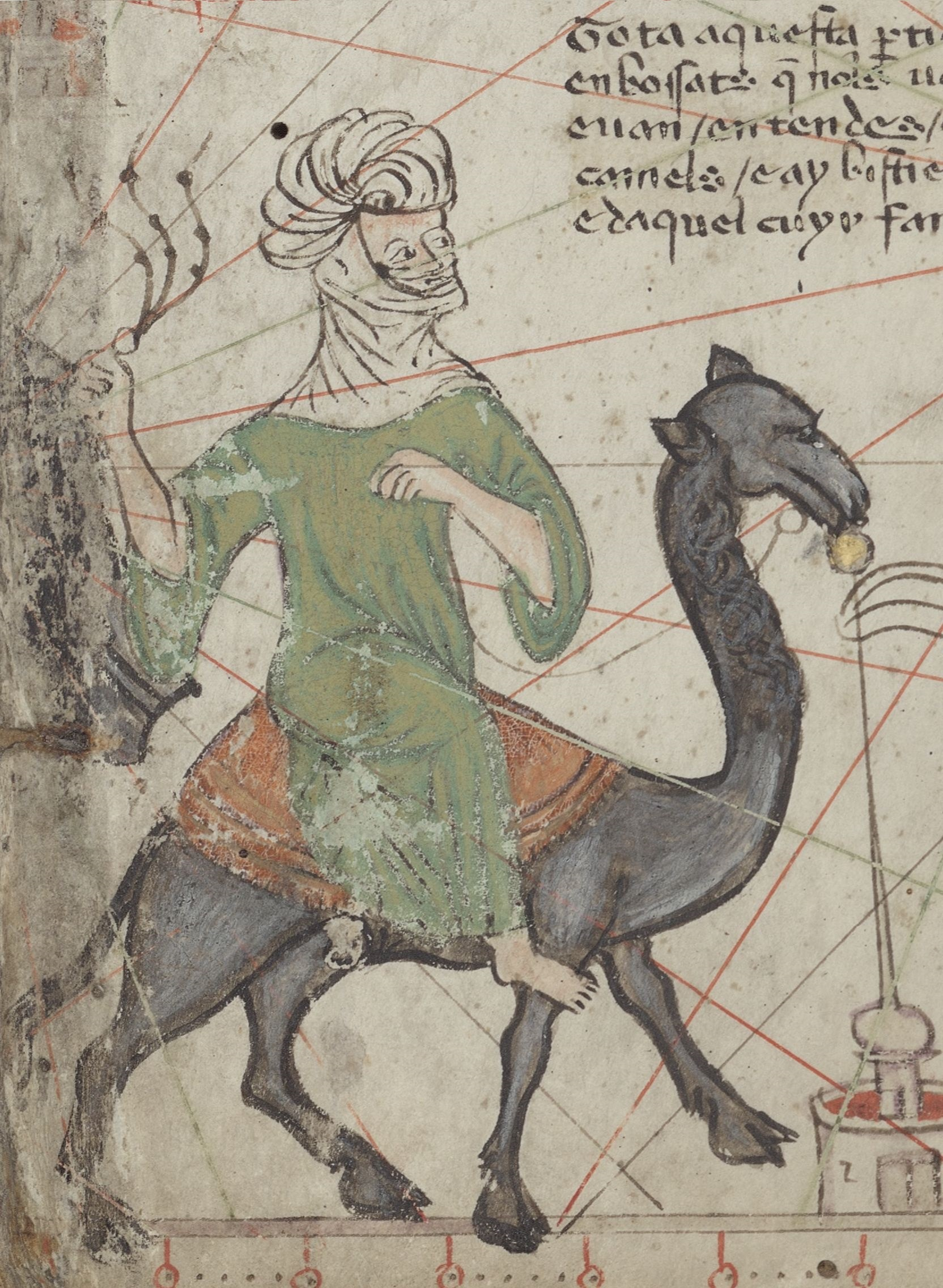
Depiction of Abu Bakr ibn Umar al-Lamtuni (Catalan Atlas) (1)

قلمرو آن‌ها از شمال باختری آفریقا تا شبه جزیره ایبری و جنوب صحرا امتداد داشت.
مرابطین از قبایل بربر مسوفه و لمتونه و جداله از شاخه‌های قبیله بزرگ صنهاجه بوده که آن‌ها را ملثمین می‌خواندند. این قبایل در مسافتی میان جنوب مغرب دوردست تا سرزمین سودان پراکنده شده بودند. در نیمه سدهٔ پنجم وارد دشت مراکش شدند.
ورود و استقرار مرابطان در اندلس، آن‌جا را ولایتی مغربی نمود و تحت سلطه سیاسی و فرهنگی خود قرار داد.

## فرمانروایان
|   | فرمانروا                                             | زندگی       | دوره         |
| - | ---------------------------------------------------- | ----------- | ------------ |
| ۱ | عبدالله یکم مرابطی                                   | ... تا ۱۰۵۹ | ۱۰۴۰ تا ۱۰۵۹ |
| 2 | ابوبکر یکم مرابطی                                    | .           | ۴۴۸–۴۸۰      |
| ۳ | یوسف بن تاشفین                                       | .... -۱۱۰۷  | ۱۰۶۲–۱۱۰۷    |
| ۴ | علی بن یوسف                                          | .... -۱۱۴۳  | ۱۱۰۷–۱۱۴۳    |
| ۵ | تاشفین بن علی                                        | .... -۱۱۴۶  | ۱۱۴۳–۱۱۴۶    |
| ۶ | ابراهیم بن تاشفین                                    | .... -....  | ۱۱۴۶–۱۱۴۶    |
| ۷ | اسحق بن علی بن یوسف بن تاشفین                        | .... -۱۱۴۷  | ۱۱۴۶–۱۱۴۷    |
| 8 | یوسف بن تاشفین بن تالاکاکین (تنها در فاس فرمان راند) | .... -....  | ۱۰۶۲–۱۰۶۳    |

| دودمان‌های فرمانروا در مراکش  |
| ادریسیان (۷۸۰-۹۷۴) (عرب)     |
| مغراوه (۹۸۷-۱۰۷۰) (بربر)     |
| مرابطان (۱۰۷۳-۱۱۴۷) (بربر)   |
| موحدون (۱۱۴۷-۱۲۶۹) (بربر)    |
| مرینیان (۱۲۵۸-۱۴۲۰) (بربر)   |
| وطاسیان (۱۴۲۰-۱۵۴۷) (بربر)   |
| سعدیان (۱۵۵۴-۱۶۵۹) (عرب)     |
| علویان (۱۶۶۶- تا کنون) (عرب) |